# 9630 Castellion
A 9630 Castellion (ideiglenes jelöléssel 1993 PW7) a Naprendszer kisbolygóövében található aszteroida. Eric Walter Elst fedezte fel 1993. augusztus 15-én.